# فیوچی مونیزیونی
فیوچی مونیزیونی (انگلیسی: Fiocchi Munizioni) شرکت صنایع جنگ‌افزاری ایتالیایی است، که در سال ۱۸۷۶ تأسیس شد.